# Gerhard Åberg
Johan Gerhard Åberg, född 16 november 1868 i Öveds socken, död 6 januari 1940 i Sunne, var en svensk läkare och botaniker.
Gerhard Åberg var son till regementsläkaren filosofie doktor Adolf Reinhold Åberg och Hulda Maria Laurell. Han avlade mogenhetsexamen i Lund och studerade därefter vid Karolinska Institutet där han blev medicine kandidat 1893 samt medicine licentiat 1900. Efter diverse läkarförordnanden var han provinsialläkare i Bergs distrikt i Jämtland 1914–1921 och i Sunne distrikt i Värmland 1921–1933. Åberg var som botaniker en framstående mosskännare, och han gjorde i bryologiskt syfte vidsträckta resor inom Sverige. Hans forskning gällde främst utredningen av den mångformiga gruppen Sphagnales, som han behandlade bland annat i Några Sphagnum-fynd i Värmland jämte en kort översikt rörande Sphagnas allmänna formbildningar (1933). Åberg granskade eller bestämde Riksmuseets stora Sphagnumsamling (omkring 10 000 exemplar), för vilket han av Vetenskapsakademien belönades med dess äldre Linnémedalj i guld.